# Gading Mas
Gading Mas is een bestuurslaag in het regentschap Ogan Komering Ilir van de provincie Zuid-Sumatra, Indonesië. Gading Mas telt 971 inwoners (volkstelling 2010).